# Ternova
Ternova  (Trnovca in sloveno) è un centro agricolo del comune sparso di Duino-Aurisina, in Provincia di Trieste, nel Friuli-Venezia Giulia.
Il toponimo deriva dalla parola slovena trn, spina. È abitata prevalentemente da sloveni.
La più piccola località del comune di Duino-Aurisina è costituita da un nucleo di case in tipico stile carsico poste a poche centinaia di metri dal confine di stato con la Slovenia.
La zona chiamata Baita (Bajta) è formata da costruzioni più recenti edificate lungo la strada provinciale che collega Prosecco con il valico confinario di San Pelagio.